# Lourenço Anes Amado

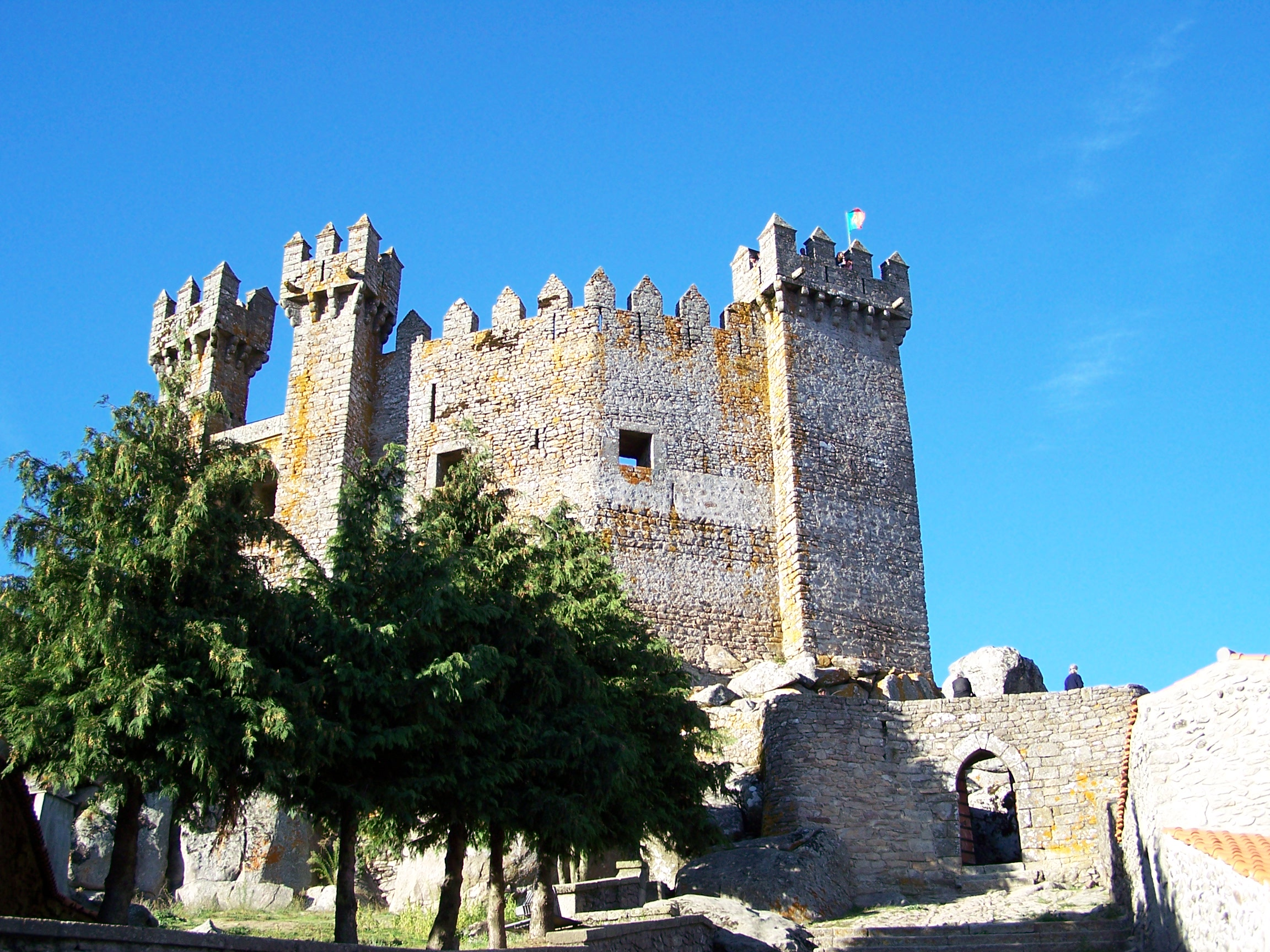
Castelo de Penedono.

Lourenço Anes Amado (1370 -?) foi um nobre o Reino de Portugal e Alcaide-mor do Castelo de Penedono.

## Relações familiares
Foi filho de João Gonçalves Amado (1335 -?) e de Elvira Martins de Alvelos (1345 -?) filha de Martim Domingues (1320 -?) e de Maria Esteves (1320 -?). Casou com Senhorinha Anes Ferreira (1375 -?) filha de João Ferreira, Senhor de Cavaleiros (1350 -?), de quem teve:
1. João Lourenço Ferreira Amado (1395 -?), 1.º Senhor de Povolide, freguesia portuguesa do concelho de Viseu e casado com Margarida Anes de Passos (Pinhel, 1400 -?) filha de João António de Passos;
2. Miguel Amado;
3. Rodrigo Amado, padre lóio da Congregação dos Cónegos Seculares de S. João Evangelista.